# Assemblée nationale (Arménie)
Pour les autres articles nationaux ou selon les autres juridictions, voir Assemblée nationale.
8e législature (en) de la IIIe République
Bâtiment de l'Assemblée nationale
L'Assemblée nationale (en arménien : Ազգային Ժողով romanisé : Azgayin Zhoghov) est le parlement monocaméral de l'Arménie, siège du pouvoir législatif du pays. Elle est de façon informelle qualifiée de Parlement (en arménien : խորհրդարան romanisé : Khorhrdaran).

## Histoire

### Éveil
Au sein de l'Empire ottoman, une autorité limitée sur les Arméniens est dévolue au Patriarche arménien de Constantinople depuis 1764. En 1844 est toutefois créé un Conseil national, que la réorganisation de 1847 subdivise en un conseil pour les affaires religieuses et un conseil pour les affaires dites « politiques ». Le premier pas vers une réelle activité parlementaire n'a cependant lieu qu'en 1860 avec la Constitution nationale arménienne : une Assemblée nationale arménienne de 140 membres est créée et est chargée des activités domestiques des Arméniens ottomans, ainsi que de questions relatives à la religion, à l'enseignement et à la culture. Cette constitution est toutefois suspendue par le sultan Abdülhamid II en 1898. Après le génocide arménien, un Congrès des Arméniens occidentaux se réunit du 2 au 15 mai 1917, puis un second du 6 au 13 février 1919.
En Arménie russe, les premiers pas dans cette direction n'ont lieu qu'après la Révolution de Février, avec la réunion le 28 septembre 1917 d'un Congrès des Arméniens orientaux à Tiflis. Ce Congrès met sur pied une Assemblée nationale et un Conseil national.

### La Première République
Ce dernier déclare l'indépendance de la Première République d'Arménie le 28 mai 1918 à Tiflis et organise le premier gouvernement arménien, dirigé par Hovannès Katchaznouni. À la suite du transfert de ce gouvernement à Erevan le 17 juillet 1918, le Conseil est élargi et devient Assemblée nationale, dont la première session est ouverte le 1er août 1918.
Du 21 au 23 juin 1919 ont lieu les premières élections législatives arméniennes, débouchant sur le premier Parlement arménien. Ce dernier approuve un Conseil des ministres sous la direction d'Alexandre Khatissian le 10 août de la même année. Le Parlement reste en place jusqu'au 5 mai 1920, date de son ajournement à la suite d'une première insurrection bolcheviks manquée.

### La Deuxième République
En décembre 1920, l'Arménie est soviétisée et la Première République laisse la place à la Deuxième, la République socialiste soviétique d'Arménie. Le pouvoir y est exercé par le Soviet suprême d'Arménie, composés de membres du Parti communiste de l'Union soviétique ; et les sessions de l'assemblée locale ont lieu dans le bâtiment du Soviet suprême à Erevan.
Ce Soviet suprême reste en place jusqu'en 1990, année pendant laquelle il est remplacé par le Conseil suprême, élu en 1990, avec Levon Ter-Petrossian comme président, qui mène tout doucement l'Arménie sur la voie de l'indépendance : refus de participer au référendum sur le maintien de l'URSS et organisation d'un référendum sur l'indépendance du pays le 21 septembre 1991, débouchant sur la proclamation de l'indépendance le 23 septembre 1991.

### La Troisième République
La Constitution arménienne de 1995 remplace le Conseil suprême par l'Assemblée nationale actuelle qui poursuit les grands chantiers des réformes législatives. Son histoire récente est notamment marquée par l'assassinat le 27 octobre 1999 en son sein même du Premier ministre Vazgen Sargsian, du président de l'Assemblée Karen Demirtchian et de six autres personnalités politiques par un commando d'hommes armés.
Depuis 1995, l'Assemblée nationale est membre de l'Union interparlementaire.

## Assemblée moderne

### Compétences
L'Assemblée nationale exerce le pouvoir législatif au sein de la République d'Arménie Relèvent exclusivement de ce pouvoir législatif :
- la réglementation de l'exercice et de la protection des droits des personnes, ainsi que leur restriction de tout type ;
- le droit des sociétés ;
- les procédures pénale et civile ;
- les procédures relatives au référendum et aux élections du président, de ses membres et des membres des organes relevant de l'autonomie locale (les « communautés ») ;
- les procédures relatives aux recettes et aux dépenses du budget de l'État ;
- les procédures de conclusion et de dénonciation des traités internationaux de l'Arménie ;
- le statut juridique des partis politiques, des organisations non gouvernementales et des médias de masse ;
- les régions de l'Arménie et leur délimitation.

Elle adopte en outre le budget de l'État et en supervise la mise en œuvre. En collaboration avec le président, elle peut modifier la Constitution.
Sur recommandation du président, elle déclare l'amnistie et ratifie, suspend ou dénonce les traités internationaux de l'Arménie, déclare la guerre et proclame la paix. Elle est en outre compétente pour désigner plusieurs hauts personnages de l'État : cinq membres de la Cour constitutionnelle (dont le président), deux membres du Conseil de la justice, le Défenseur aux droits de l'homme, le président de la Banque centrale d'Arménie, et le président de la Chambre de contrôle.
L'Assemblée accorde ou non sa confiance au gouvernement, et peut également la retirer. Enfin, elle peut destituer le président en cas de haute trahison ou de crimes graves.
Les votes à l'Assemblée sont obtenus à la majorité des votes exprimés, avec un quorum de présence fixé à 66.

### Président
L'Assemblée élit son président et deux vice-présidents à la majorité des députés. Le président préside les sessions de l'Assemblée et veille à son bon fonctionnement.
À partir du 29 septembre 2008, le président de l'Assemblée est Hovik Abrahamian, membre du Parti républicain d'Arménie. Désigné chef de campagne de son parti pour les élections législatives de 2012, il démissionne le 14 novembre 2011. Issu du même parti, Samvel Nikoian le remplace officiellement le 6 décembre suivant.
Depuis 1995, les présidents suivants se sont succédé :
- 1995-98 : Babken Ararktsyan (en), (Karapet Rubinian vice-président) ;
- Khosrov Haroutiounian ;
- Karen Demirtchian ;
- Armen Khachatrian ;
- Artur Baghdasarian ;
- Tigran Torosian ;
- Hovik Abrahamian ;
- Samvel Nikoian ;
- Hovik Abrahamian[37].
- Galust Sahakian ;
- Ara Babloian ;
- Ararat Mirzoian ;
- Alen Simonyan.

### Dissolution
Le président de la République a le droit de dissoudre l'Assemblée si :
- celle-ci échoue par deux fois à élire un Premier ministre ;
- un Premier ministre n'obtient pas la confiance de l'Assemblée puis que son successeur ne l'obtient pas non plus ;
- un Premier ministre élu via une motion de censure échoue à obtenir la confiance.

Il ne peut cependant le faire en état de guerre, en état d'urgence ou lorsqu'une procédure visant à le destituer est en cours.
Avant 2018, le président de la République a le droit de dissoudre l'Assemblée si :
- celle-ci rejette successivement deux fois le programme du gouvernement ;
- le président de l'Assemblée ou le Premier ministre en font la demande, lorsque l'Assemblée ne parvient pas à fixer sa date de séance dans les trois mois, ou ne parvient pas à adopter une loi urgente ou une résolution dans les trois mois.

## Système électoral

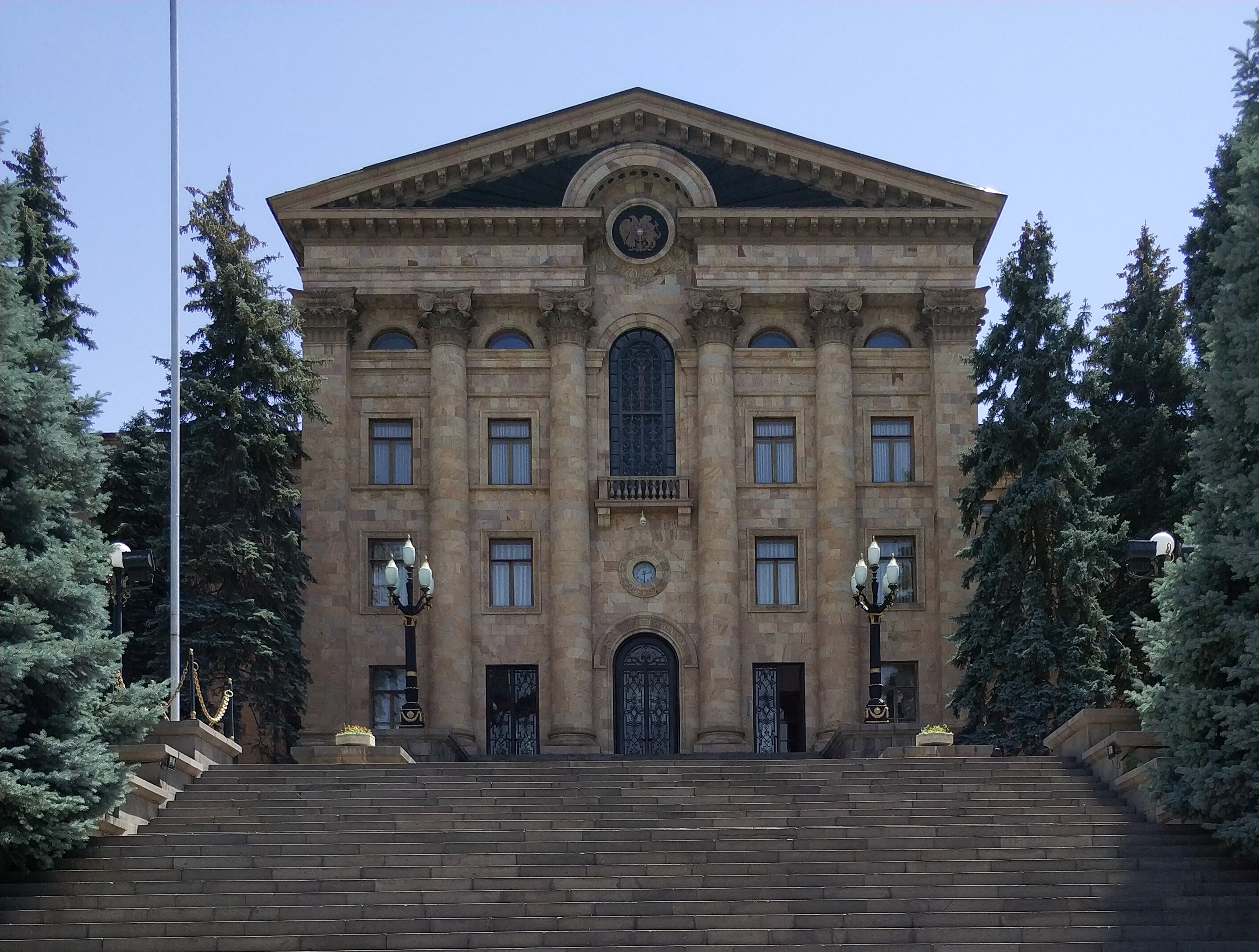
Façade principale de l'Assemblée.

Avant 2012, l'Assemblée était composée de 131 députés élus pour un mandat de cinq ans (4 ans avant la réforme constitutionnelle de 2005) et bénéficiant d'une immunité parlementaire. Ces députés étaient élus au suffrage universel direct par vote à bulletin secret. Le système électoral utilisé à cette fin était un système mixte : 41 étaient élus au scrutin majoritaire à un tour et 90 à la proportionnelle, avec des seuils minimum requis de 5 % pour les partis et 7 % pour les alliances de partis.
En 2015 cependant, les Arméniens ont approuvé par référendum une réforme de leur système politique, comprenant une modification du système électoral. 

### Actuel
L'Assemblée nationale est composée d'un minimum de 101 sièges pourvus pour cinq ans au scrutin proportionnel plurinominal, avec un seuil électoral de 5 % pour les partis et 7 % pour les alliances de partis. Un minimum de trois partis sont cependant représentés au parlement, ce qui permet aux trois partis ou alliances arrivés en tête d'avoir des sièges même si l'un ou plusieurs d'entre eux n'atteignent pas les seuils électoraux[réf. souhaitée]. 
Jusqu'à quatre sièges réservés aux minorités (Yézidis, Russes, Assyriens, Kurdes) peuvent s'ajouter aux 101 sièges de base. Les listes nationales présentées par les partis comportent ainsi une section distincte pour chacune de ces minorités, comportant jusqu'à quatre candidats. Si la liste ayant obtenu le plus de voix ne comporte pas de candidats d'une minorité, le siège est attribué à la liste suivante en comportant un. Les listes présentées par les partis sont fermées, sans possibilité d'effectuer un vote préférentiel. Elles ne peuvent inclure plus de 70 % de l'un ou l'autre sexe, et doivent alterner au minimum tous les quatre noms le sexe des candidats.
Plusieurs éléments de la loi électorale visent à assurer à la fois une majorité gouvernementale stable et une représentation proportionnelle représentative des différents courants politiques du pays. Ainsi, un parti ou une coalition dépassant le seuil de 50 % des voix mais obtenant moins de 54 % des sièges se verra attribuer des sièges supplémentaires pour atteindre ce seuil. Inversement, si au cours du premier tour un parti ou une alliance remporte seul plus de deux tiers des suffrages, le seuil électoral est abaissé à 2 % de manière à faire entrer davantage de partis au parlement, de telle sorte qu'un tiers des sièges de l'assemblée peuvent finalement être acquis à d'autres partis que celui majoritaire.
La possibilité d'un second tour est prévue. Celui-ci n'a lieu que si aucun parti ne remporte une « majorité parlementaire stable » en atteignant un seuil de 54 % des sièges. Dans ce cas, si aucune coalition composée au maximum de deux partis ou alliances n'est formée de manière à atteindre ce seuil dans les six jours suivant l'élection, il est procédé dans un délai de 28 jours à un second tour entre les deux partis ou alliances arrivés en tête lors du premier tour. Des alliances sont permises avec les partis exclus du ballotage. Les sièges auparavant répartis ne sont pas remis en cause, le parti arrivé en tête recevant des sièges supplémentaires de manière à atteindre le seuil de 54 % du total des sièges.
Le vote n'est pas obligatoire.
Les conditions d'éligibilité sont les suivantes :
- être citoyen arménien depuis au moins cinq ans ;
- résider de manière permanente en Arménie depuis cinq ans au moins ;
- disposer du droit de vote ;
- être âgé de vingt-cinq ans au moins.

### Changements en 2021
La loi électorale fait l'objet de changements courant 2021. Opposé à une modification du texte si proche de l'échéance électorale, le président de la République Armen Sarkissian annonce le 17 avril son intention de ne pas signer la loi. Il ne renvoie cependant pas le texte devant la Cour constitutionnelle dans les 21 jours suivants son adoption, permettant au président de l'Assemblée nationale de le signer une fois passé ce délai, comme l'y autorise la Constitution,,.
Auparavant, sur le total de sièges, la moitié était attribuée selon les résultats des listes au niveau d'une unique circonscription nationale, tandis que la moitié restante était attribuée selon leurs résultats dans treize circonscriptions. Les électeurs votaient sur un bulletin à double colonne, l'une nationale à liste fermée et l'autre pour les circonscriptions à liste ouverte avec possibilité d'effectuer un vote préférentiel, dit « ratingayine », pour l'un des candidats de la liste. La réforme met fin à ce système, longtemps accusé de favoriser le clientélisme et l'achat de voix au niveau local, et y substitue la proportionnelle intégrale avec listes fermées au niveau national.
Également, si au cours du premier tour un parti ou une alliance remportait seul plus de deux tiers des suffrages, des sièges supplémentaires étaient répartis aux autres partis de manière qu'au moins un tiers des sièges de l'assemblée soient acquis à d'autres partis que celui majoritaire. La nouvelle loi y substitue un abaissement de seuil électoral à 2 %.
Ce dernier est par ailleurs modifié, mais pour une entrée en vigueur seulement au scrutin suivant les législatives de 2021. Le seuil électoral pour les partis passera ainsi de 5 à 4 %, celui pour les alliances de trois partis ou moins de 7 à 8 %, et un nouveau seuil est instauré pour les alliances de plus de trois partis, qui s'établit à 10 %. La nouvelle loi électorale autorise ainsi les alliances de plus de trois partis, auparavant interdites, une modification qui prend effet dès le scrutin de 2021.

## Législatures

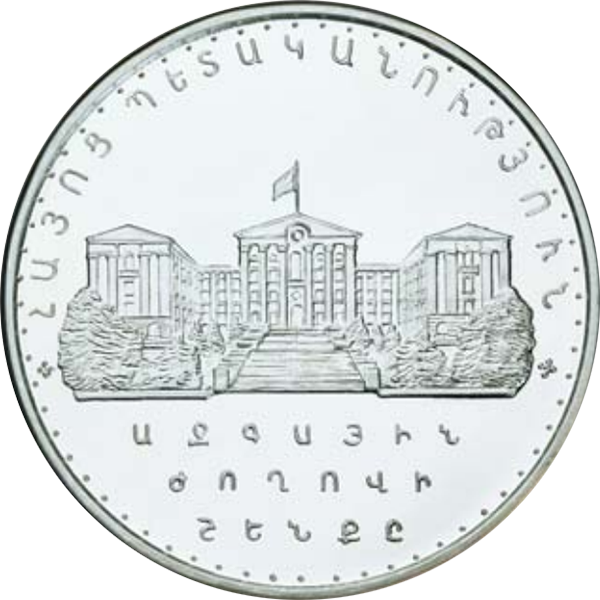
L'Assemblée nationale sur une pièce commémorative arménienne de 500 drams, 1995.

Depuis l'indépendance en 1991, l'Arménie a connu huit législatures :
- 1995-1999 ;
- 1999-2003 ;
- 2003-2007 ;
- 2007-2012 ;
- 2012-2017 ;
- 2017-2018 ;
- 2019-2021 ;
- depuis 2021.

### Quatrième législature
Le 12 mai 2007 ont eu lieu les élections législatives aboutissant à l'actuelle et quatrième législature, et à la composition par groupes suivante :
- Parti républicain d'Arménie : 64 députés ;
- Arménie prospère : 25 députés ;
- Fédération révolutionnaire arménienne : 16 députés ;
- État de droit : 8 députés ;
- Héritage : 7 députés ;
- 11 députés n'appartenant à aucun groupe.

Sur ces 131 députés, 11 sont des femmes (8,4 %).

### Cinquième législature
De nouvelles élections législatives ont eu lieu le 6 mai 2012 et conduisent à la cinquième législature. Celle-ci débute le 31 mai 2012, avec la composition par groupes suivante :
- Parti républicain d'Arménie : 69 députés ;
- Arménie prospère : 37 députés ;
- Congrès national arménien : 7 députés ;
- État de droit : 6 députés ;
- Fédération révolutionnaire arménienne : 5 députés ;
- Héritage : 5 députés ;
- 2 députés n'appartenant à aucun groupe.

### Huitième législature
La Huitième législature est ouverte le 2 août 2021. Durant la première séance, l'ancien vice-président de la précédente législature, Alen Simonyan est élu président de l'Assemblée. Il récolte 71 voix pour, l'opposition ne participant pas au scrutin.
Le 6 août 2021, le groupe  KP présente un projet de loi sur l'organisation de 12 commissions. Celui-ci est adopté avec 67 voix pour et 27 contre ou abstention. Tandis que l'opposition dépose un projet de loi proposant d'établir une commission permanente relatives aux questions sur l'Artsakh. Le projet de loi est rejeté, avec 33 voix pour et 68 voix contre ou abstention. Les commissions sont donc organisés comme ceci pour cette législature :
- Commission de l'État et des affaires juridiques (12 membres), des affaires économiques (12), de la défense et de la sécurité (11), des relations étrangères (10), de l'administration territoriale, de l'autonomie locale, de l'agriculture et de l'environnement (10), de la science, de l'éducation, de la culture, de la jeunesse et des sports (9), du travail et des affaires sociales (8), de la santé (8), de l'intégration européenne (8), de la protection des droits de l'homme et des affaires publiques (8), sur l'intégration régionale et eurasienne (8), du crédit financier et des affaires budgétaires (8).

## Bâtiment
Le bâtiment de l'Assemblée nationale est située dans la capitale arménienne, Erevan, sur l'avenue du Maréchal-Baghramyan, dans le bâtiment qui servait auparavant de siège au Parti communiste arménien. Faisant face au palais présidentiel, il fait l'objet d'une stricte surveillance depuis la fusillade de 1999.
L'architecte du bâtiment est Marc Grigorian, qui a également réalisé les plans du Matenadaran. Construit entre 1945 et 1954, ce complexe rectangulaire alliant l'architecture arménienne à l'architecture classique s'articule autour d'une cour intérieure.